# Crataegus annosa
Crataegus annosa är en rosväxtart som beskrevs av Chauncey Delos Beadle. Crataegus annosa ingår i hagtornssläktet som ingår i familjen rosväxter. Inga underarter finns listade i Catalogue of Life.